# Nikołaj Lipatkin
Nikołaj Lipatkin (ur. 1986) – rosyjski piłkarz grający zazwyczaj jako pomocnik. Lewonożny.